# 比利亞布魯蘇阿爾
比利亞布魯蘇阿爾（西班牙語：Villa Bruzual）是委內瑞拉的城鎮，位於該國西北部波圖格薩州，是圖倫市的首府，該鎮始建於1797年，主要經濟活動是農業。